# Eduard Bendemann

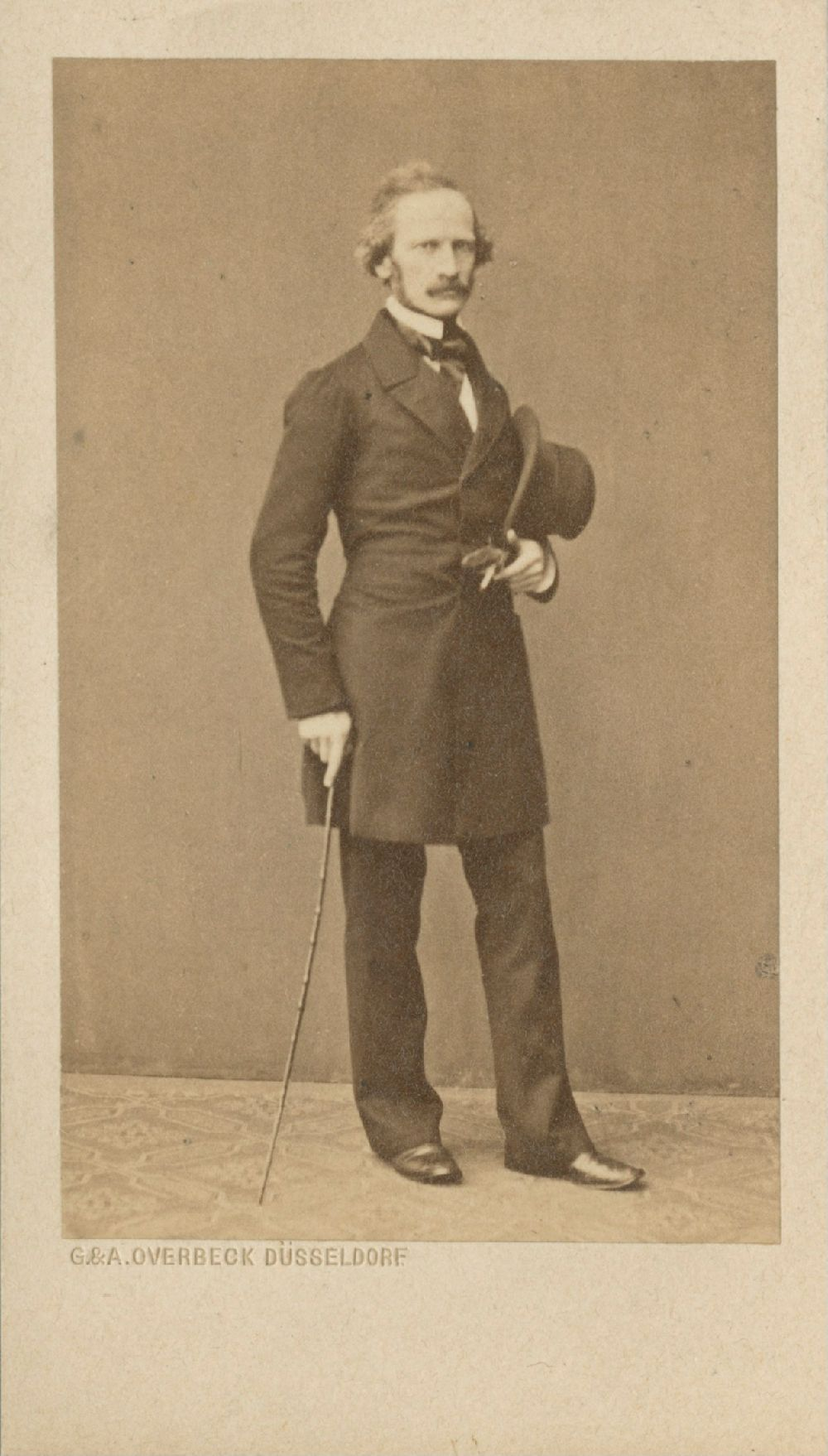
Eduard Bendemann, um 1868 fotografiert von G. & A. Overbeck

Eduard Julius Friedrich Bendemann (* 3. Dezember 1811 in Berlin; † 27. Dezember 1889 in Düsseldorf) war ein deutscher Porträt- und Historienmaler der Düsseldorfer Schule sowie Hochschullehrer an den Kunstakademien von Dresden und Düsseldorf.

## Leben
Bendemann war der Sohn des jüdischstämmigen Bankiers Anton Heinrich Bendemann (geboren als Aaron Hirsch Bendix; 1775–1866) und dessen Ehefrau Fanny Eleonore (1778–1857), einer Tochter des Bankiers Joel Samuel von Halle. Die Eltern waren vor seiner Geburt zum Christentum konvertiert. Bendemann selbst wurde getauft und später konfirmiert. Seine Familie führte ein großbürgerliches Haus. Durch Einladungen seiner Eltern lernte er seinen späteren Lehrer an der Preußischen Akademie der Künste, Wilhelm Schadow, kennen, der 1838 durch Bendemanns Ehe mit der 17-jährigen Lida Schadow sein Schwager wurde.
Mit den Malern Christian Köhler, Heinrich Mücke, Karl Ferdinand Sohn und Julius Hübner ging Bendemann 1827 an die Kunstakademie Düsseldorf, wo ihr Lehrer Schadow 1826 Direktor geworden war. Als „Schadow-Kreis“ begründeten sie eine Kunstbewegung, die unter dem Begriff Düsseldorfer Malerschule zunächst nationale, später internationale Bedeutung erlangen sollte.

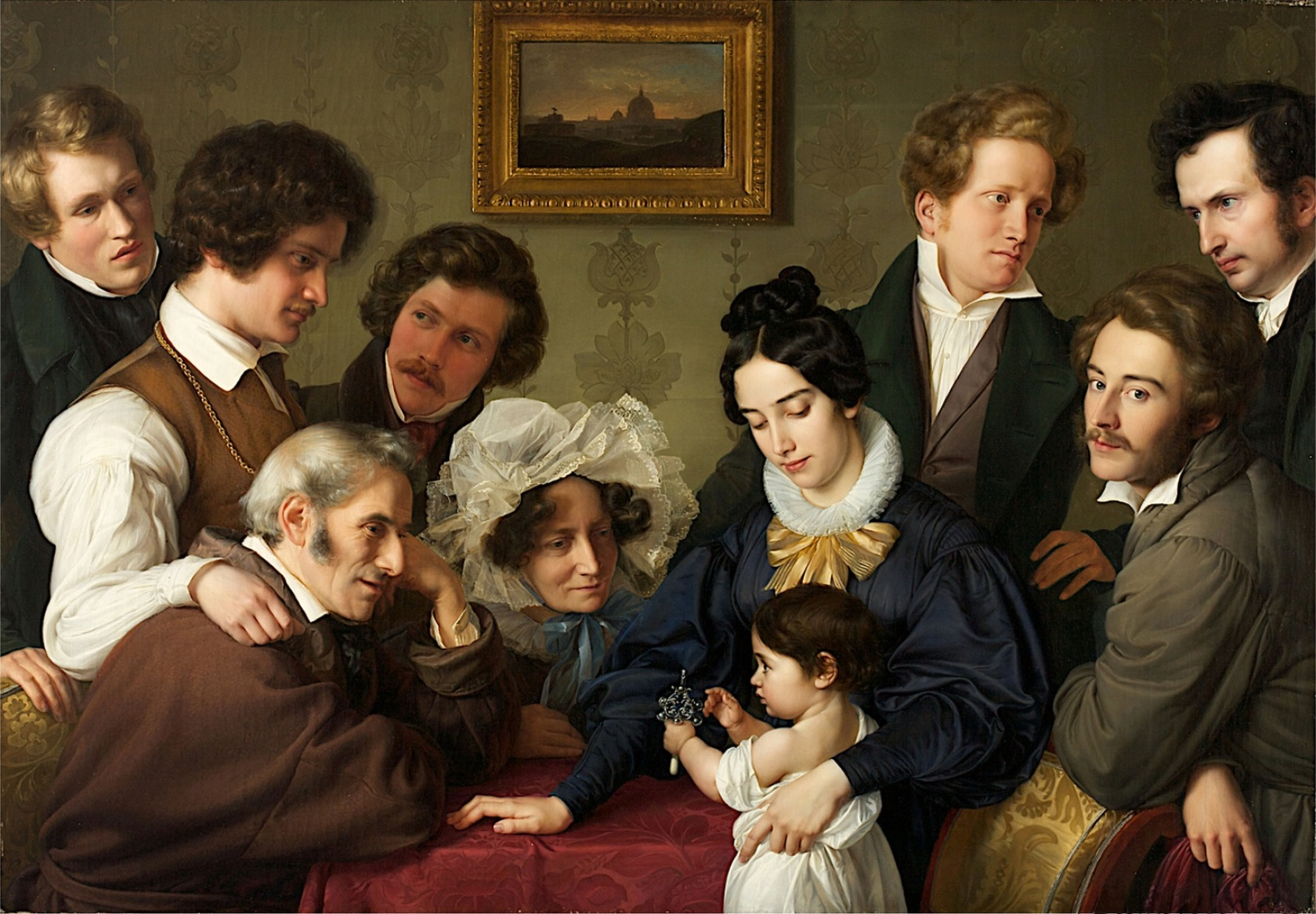
Der Schadow-Kreis (Die Familie Bendemann und ihre Freunde), Gemeinschaftsarbeit von Eduard Bendemann (Zweiter oben links), Theodor Hildebrandt (Dritter oben links), Julius Hübner (unten rechts), Wilhelm von Schadow (oben rechts) und Karl Ferdinand Sohn (Erster oben links), 1830 in Rom begonnen, 1831 in Düsseldorf beendet

 Im Jahr 1829 begleitete Bendemann Schadow auf dessen Studienreisen nach und durch Italien. Mit dabei waren Julius Hübner und dessen junge Frau Pauline Charlotte, eine Schwester Bendemanns, Karl Ferdinand Sohn und Theodor Hildebrandt. In Rom bewegte er sich unter Deutschrömern und in Kreisen der Nazarener und lernte durch sie die Meister der Renaissance schätzen. 1831 kehrte Bendemann zusammen mit Schadow nach Deutschland zurück und ließ sich in Düsseldorf als freischaffender Maler nieder. Später folgten weitere Reisen nach Rom und eine Reise nach Frankreich, wo sich Bendemann längere Zeit in Paris aufhielt.

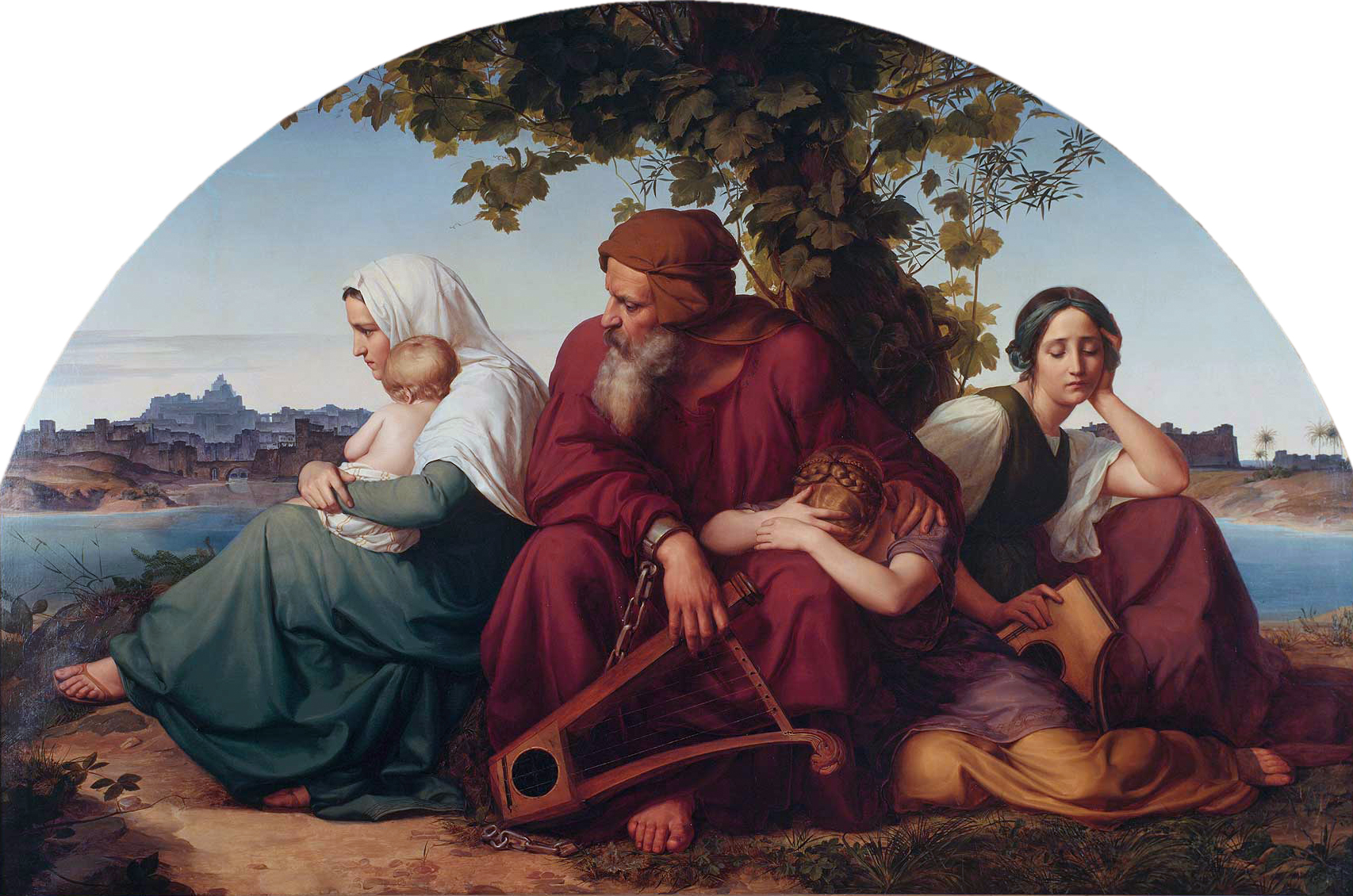
Die trauernden Juden im Exil, 1832

Den künstlerischen Durchbruch verschaffte ihm das monumentale Bild Die trauernden Juden im Exil, mit welchem er 1832 auf der Großen Kunstausstellung zu Berlin debütierte. Auch in weiteren Bildern thematisierte Bendemann Szenen aus der Bibel und traf mit meist elegischen Darstellungen die Mode seiner Zeit.
Von April 1835 bis März 1836 leistete Bendemann seinen einjährigen Militärdienst beim Husaren-Regiment Nr. 8 in Düsseldorf ab. In dieser Zeit entstand sein monumentales Gemälde Jeremias auf den Trümmern von Jerusalem im Auftrag des preußischen Kronprinzen, des späteren Königs Friedrich Wilhelm IV. Es wurde 1836 in Berlin in einer Einzelausstellung gezeigt.
Im Jahr 1838 wurde Bendemann als Dozent an die Hochschule für Bildende Künste in Dresden berufen. Als Assistent folgte ihm Adolf Ehrhardt. Dortige Schüler waren etwa sein Schwager Felix Schadow sowie Oscar Begas, Alfred Diethe, Anton Dietrich, Fritz Hummel, Hermann Karl Kersting, Adolph Diedrich Kindermann, Carl Johann Lasch, Julius Roeting Julius Rotermund, Karl Gottlob Schönherr, Karl Wilhelm Schurig, August Viereck, Hermann Wislicenus, Albert von Zahn und David Simonson, welcher später die „Akademie für Zeichnen, Malen und Modellieren“ in Dresden gründete. Mit seiner Ehefrau Lida hatte Bendemann einen bedeutenden Freundeskreis, wozu auch viele Musiker zählten, insbesondere Felix Mendelssohn Bartholdy sowie Clara und Robert Schumann. Ab 1853 stellt sich ein zunehmendes Augenleiden ein, 1857 traf ihn ein Schlaganfall, ab 1861 litt er unter einer Bronchialerkrankung, die sein Sprechvermögen beeinträchtigte.

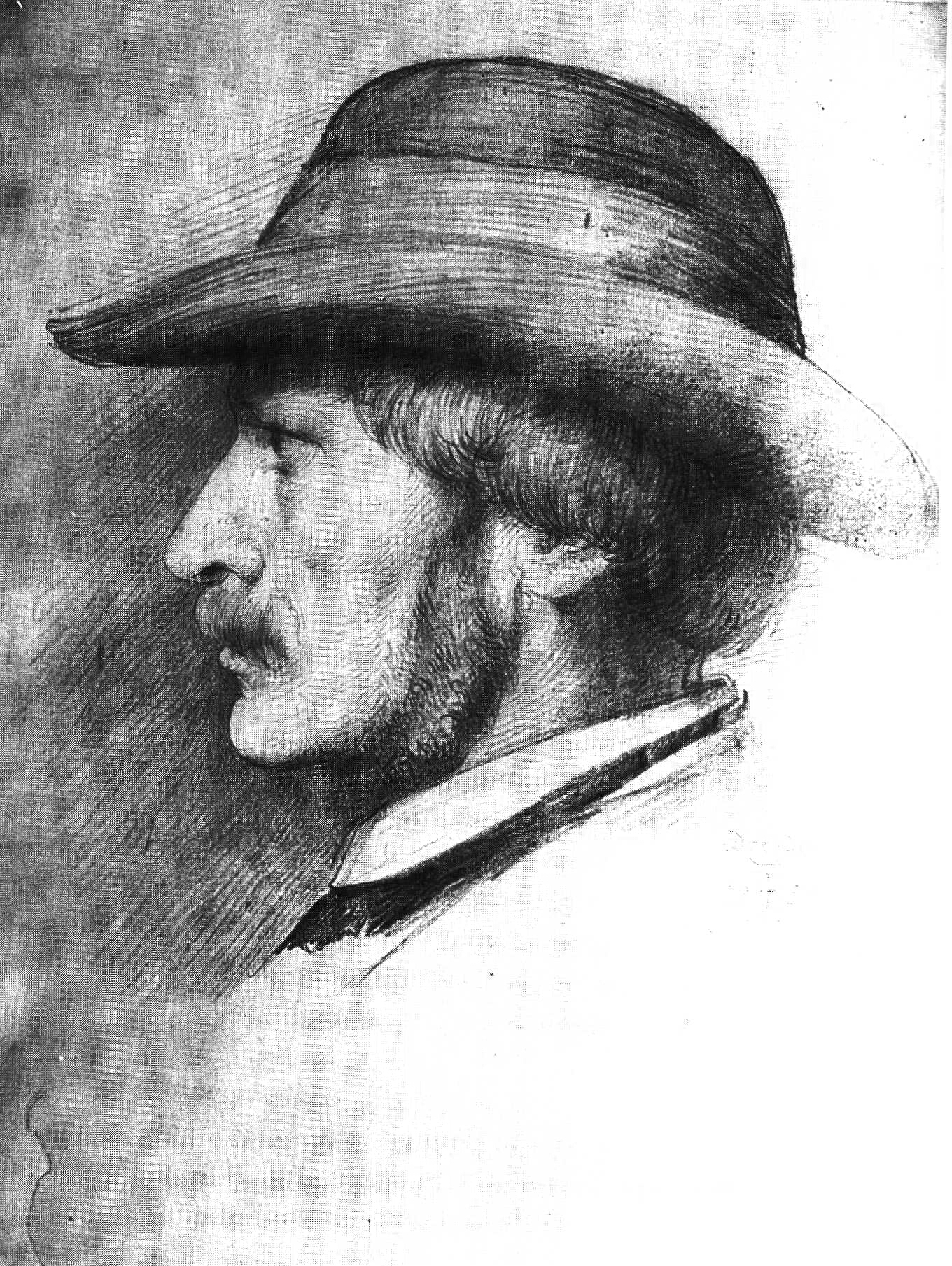
Selbstbildnis, 1859

Selbstbildnis, 1882

Im Jahr 1859 wurde Bendemann zum Direktor der Kunstakademie Düsseldorf berufen, welche sich damals am Burgplatz in der Gemäldegalerie befand. Mit seiner Familie wohnte er in der Goltsteinstraße 2, wo er und seine Gattin Lida einen kunstsinnigen bürgerlichen Salon pflegten.
In Düsseldorf zählten sein Neffe Eduard Hübner sowie Wilhelm Beckmann, Theodor von der Beek, Fritz Beinke, Carl Bertling, Franz Heinrich Commans, Hugo Crola, Adolf Graß, Karl Heyden, Peter Janssen der Ältere, Fritz Kamphövener, Hermann Knackfuß, Louis Kolitz, Heinrich Lauenstein, Ernst te Peerdt, Julius Roeting, Roland Risse, Laurenz Schäfer, Peter Schick, Carl Maria Seyppel, Wilhelm Simmler, Fritz Sonderland, Wilhelm Trellenkamp und Alexander Zick zu seinen Studenten, Fritz und Ernst Roeber sowie wohl auch Moritz von Beckerath zu seinen Privatschülern. Aus gesundheitlichen Gründen legte Bendemann 1867 sein Direktorat nieder und zog mit Lida nach Berlin, wo sie zurückgezogen lebten und er gelegentlich noch Privatunterricht erteilte sowie einigen Aufträgen nachging. Im Haus seines Schwiegervaters schuf Bendemann ein monumentales Fresko mit der symbolischen Darstellung Die Künste am Brunnen der Poesie.
Für das königliche Schloss in Dresden bekam Bendemann den Auftrag, drei Säle (Thronsaal, Turmsaal, Turmzimmer) auszuschmücken; er tat dies mit einem zusammenhängenden Wandgemälde. Im Thronsaal, zu beiden Seiten des Throns, befinden sich in nischenartig abgeschlossener Holzarchitektur die Gestalten großer Herrscher und Gesetzgeber auf Goldgrund mit bezüglichen Darstellungen in Reliefform darunter, von Moses bis auf Albrecht den Beherzten, den Stammherrn des regierenden Königshauses. Auf der dem Thron gegenüberstehenden Wand sind vier Darstellungen aus dem Leben des Königs Heinrich I. angebracht mit darunter befindlichen Bildern, welche die Berufskreise der vier Stände repräsentieren.
Von 1861 bis 1866, in Bendemanns Düsseldorfer Zeit als Akademie-Direktor, wurden nach seinem Entwurf monumentale Fresken über Wissenschaft, Handel, Industrie und Kunst in der Aula der im Jahre 1858 erbauten Städtischen Realschule Düsseldorf geschaffen.
Nach seinen Entwürfen führten sein Sohn Rudolf Bendemann sowie die Brüder Ernst und Fritz Roeber und Wilhelm Beckmann die Wandmalereien im ersten Cornelius-Saal der Nationalgalerie in Berlin aus.
Auch als Porträtist bewies Bendemann eine Meisterschaft, die von Publikum und Kunstkritik hoch geschätzt wurde. Ihm saßen außer seiner Ehefrau unter anderem der Buchhändler Heinrich Brockhaus, die Maler Wilhelm Camphausen und Wilhelm von Schadow, der Historiker Johann Gustav Droysen, der Musiker Joseph Joachim und Fürst Karl Anton von Hohenzollern Modell. Ferner betätigte er sich als Medailleur.
Bendemann war unter anderem Mitglied der Universität der Künste Berlin, der Kunstakademie Düsseldorf, der Kunsthochschule Kassel, der Akademie der Bildenden Künste München. Außerdem wurde er mit mehreren Orden ausgezeichnet, 1867 dem Pour le Mérite für Kunst und Wissenschaft.
An einer Lungenentzündung, die als Folge einer Influenza eingetreten war, starb er wenige Tage nach seinem 78. Geburtstag im Haus Jägerhofstraße 7 in Düsseldorf-Pempelfort. Dort lebte er seit den 1880er Jahren mit seiner Frau und seinem kränkelnden Sohn Rudolf, der bereits 1884 verstarb.
1891, knapp 13 Monate nach seinem Tod, wurde in der Kunsthalle Düsseldorf eine Nachlass-Ausstellung seiner Werke durchgeführt, nachdem seine Witwe das Œuvre zuvor in Berlin, seiner Geburtsstadt, hatte präsentieren lassen. In diesen Ausstellungen wurden neben Gemälden auch von Bendemann gefertigte Skizzen und Zeichenstudien gezeigt.
1868 wurde er als assoziiertes Mitglied in die Königliche Akademie der Wissenschaften und Schönen Künste von Belgien (Classe des Beaux-Arts) aufgenommen.

## Familie

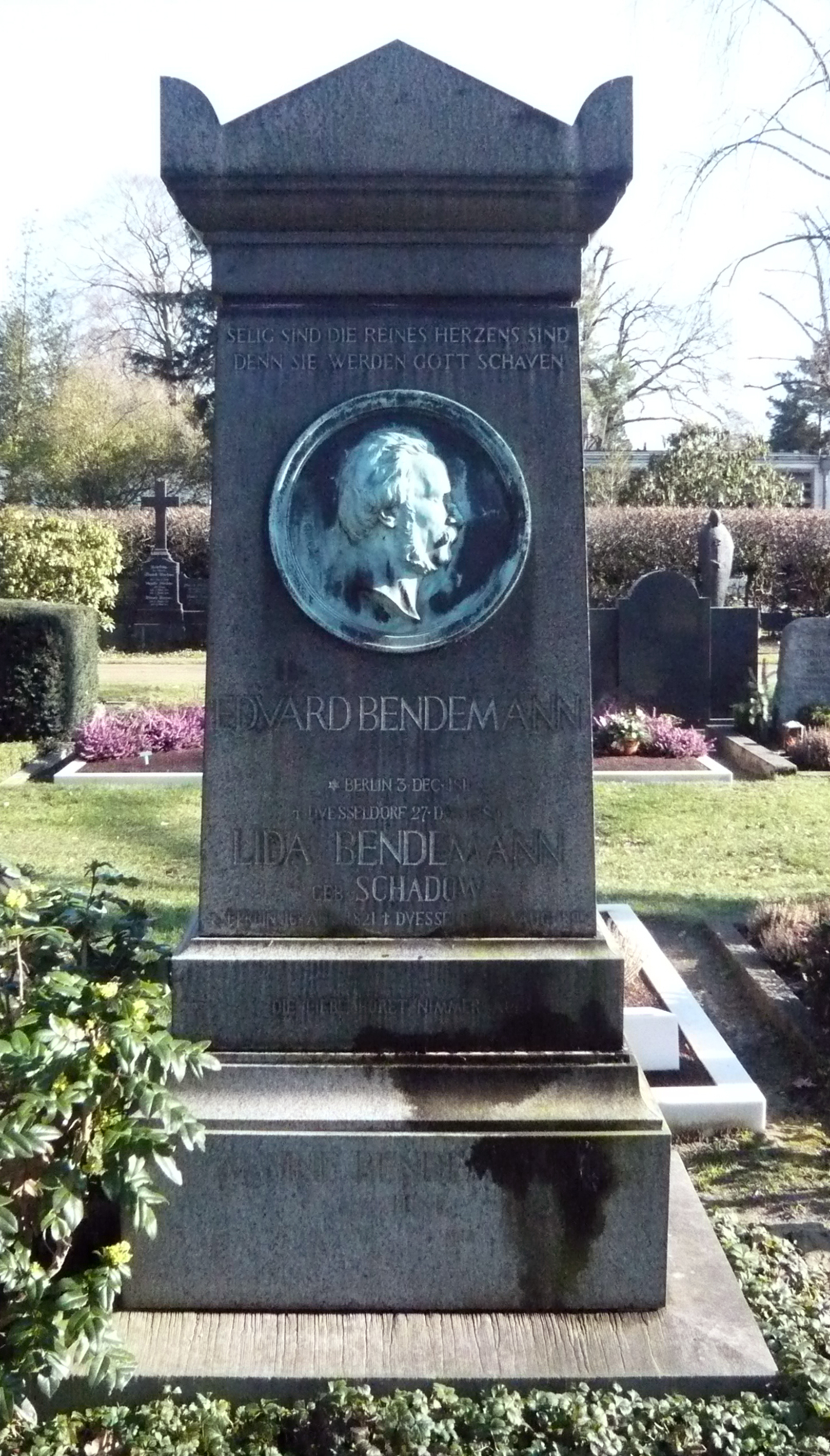
Grabstätte Eduard und Lida Bendemann, Nordfriedhof Düsseldorf

Eduard Bendemann heiratete am 28. Oktober 1838 die 17-jährige Lida Schadow, Halbschwester seines Künstlervaters Wilhelm Schadow und einzige Tochter des berühmten Bildhauers Johann Gottfried Schadow.
Mit ihr hatte er folgende Kinder:
- Gottfried Arnold (* 1. Dezember 1839, Dresden; † 1882) Major, Ritter d. Pour le mérite ⚭ Hedwig Krüger (deren Sohn ist der Ingenieur Friedrich Bendemann)
- Marie Henriette (* 20. Juni 1841, Dresden; † 16. Januar 1874) ⚭ Otto Euler (* 6. Juni 1835, Opladen; † 26. Januar 1925, Düsseldorf), Justizrat (deren Sohn ist der Maler Eduard Euler)
- Ernst Julius (* 1. Januar 1844, Dresden; † 25. Februar 1878) ⚭ Alwine Jung
- Fanny Mathilde Susanne (* 31. März 1846, Dresden)
- Felix Eduard Robert Emil (* 8. August 1848, Dresden; † 31. Oktober 1915, Berlin), kaiserlicher Admiral, 1905 geadelt, ⚭ Helene Sophia Sturz, Tochter des brasilianischen Generalkonsuls in Berlin Johann Jacob Sturz (deren Sohn Eduard, ebenfalls Maler, war verheiratet mit Margarete Susman)
- Rudolf Christian Eugen (1851–1884), Historien- und Genremaler, Orientalist

## Werke (Auswahl)
- Boas und Ruth

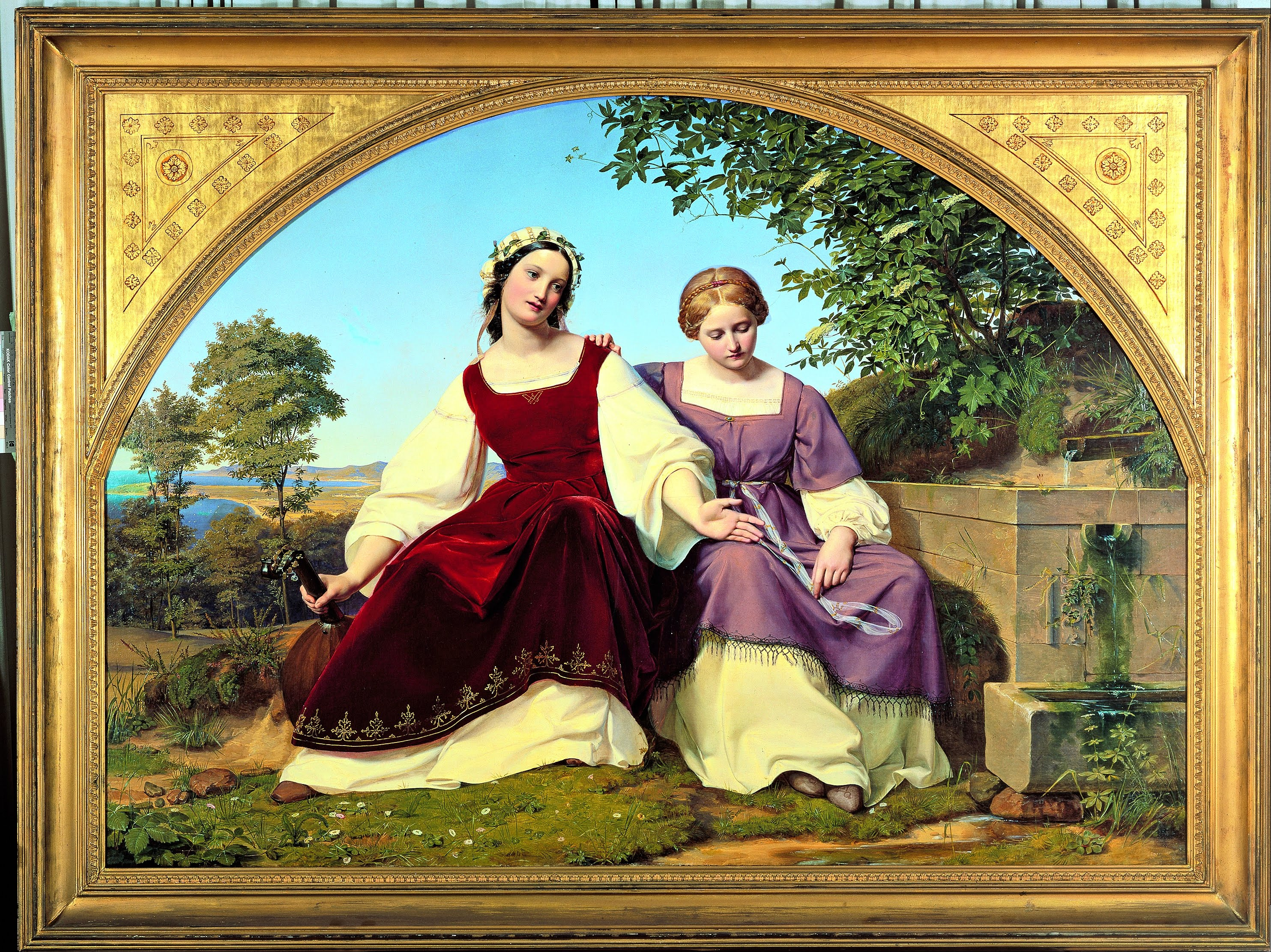
Die zwei Mädchen am Brunnen, 1833

- Die trauernden Juden im Exil (1832), Wallraf-Richartz-Museum Köln
- Die zwei Mädchen am Brunnen (1833), Museum Kunstpalast, Düsseldorf
- Felix Mendelssohn Bartholdy (1833)
- Jeremias auf den Trümmern Jerusalems (1835/36), Original im Leineschloss zerstört bei den Luftangriffen auf Hannover am 26. Juli 1943[16]
- Die Künste am Brunnen der Poesie (Fresko nach einem Tableau vivant, das am 9. Dezember 1836 zum Polterabend vor Emil Bendemanns Hochzeit mit Ottilie Preussel aufgeführt wurde[17]), Schadowhaus, Schadowstraße 10/11, Berlin
- Bildnis Lida Bendemann (1847), Museum Kunstpalast, Düsseldorf[18]
- Die Malerei, Wandgemälde (1861)
- Der Tod Abels (1860–1864)[19]
- Die Ernte
- Wegführung der Juden in die babylonische Gefangenschaft (1872)
- Nathan der Weise
- Penelope (1877)
- Heinrich I. schlägt die Ungarn (1878)
- Die Opferung der Iphigenie (1887), Museum Kunstpalast, Düsseldorf[20]
- Ausstellung der Werke von Eduard Bendemann in der Kunsthalle zu Düsseldorf: 18. Januar bis 18. Februar 1891, Düsseldorf [1891] (Digitalisat)

## Illustrationen (Auswahl)
Digitalisierte Ausgabe der Universitäts- und Landesbibliothek Düsseldorf:
- In:  ABC-Buch für kleine und große Kinder / gezeichnet von Dresdner Künstlern. Mit Erzählungen und Liedern von R. Reinick und Singweisen von Ferdinand Hiller. Wigand, Leipzig 1845; urn:nbn:de:hbz:061:2-1016.
- In: Album deutscher Kunst und Dichtung. Mit Holzschnitten nach Originalzeichnungen der Künstler, ausgeführt von R. Brend’amour. Hrsg. Friedrich Bodenstedt. Grote, Berlin 1867; urn:nbn:de:hbz:061:2-184.
- Der Fries im Thronsaale des Königlichen Schlosses zu Dresden. Al fresco gemalt von Eduard Bendemann. Radirt v. H. Bürkner. Wigand, Leipzig 1847; urn:nbn:de:hbz:061:2-1121.
- Robert Reinick: Lieder eines Malers mit Randzeichnungen seiner Freunde. zwischen 1836 und 1852.
  - Lieder eines Malers mit Randzeichnungen seiner Freunde. Schulgen-Bettendorff, Düsseldorf 1838, farbige Mappen-Ausgabe; urn:nbn:de:hbz:061:2-18668.
  - Lieder eines Malers mit Randzeichnungen seiner Freunde. Schulgen-Bettendorff, Düsseldorf 1838, 1838; urn:nbn:de:hbz:061:2-18244.
  - Lieder eines Malers mit Randzeichnungen seiner Freunde. Buddeus, Düsseldorf zw. 1839 und 1846; urn:nbn:de:hbz:061:2-84.
  - Lieder eines Malers mit Randzeichnungen seiner Freunde. Vogel, Leipzig ca. 1852; urn:nbn:de:hbz:061:2-18254.
- In: Die Nibelungen. In Prosa übersetzt, eingeleitet und erläutert von Johannes Scherr. Wigand, Leipzig 1860; urn:nbn:de:hbz:061:2-260.
- In: Der Nibelunge Lied. Abdruck der Handschrift des Freiherrn Joseph von Laßberg. Wigand, Leipzig 1840; urn:nbn:de:hbz:061:2-1879.
- In: Das Nibelungenlied. Mit Holzschnitten nach Originalzeichnungen von Eduard Bendemann und Julius Hübner. Wigand, Leipzig 1840; urn:nbn:de:hbz:061:2-1885.